# Cryptazeca spelaea
Cryptazeca spelaea is een slakkensoort uit de familie van de Ferussaciidae. De wetenschappelijke naam van de soort is voor het eerst geldig gepubliceerd in 1990 door Gómez.